# Inger Barthová
Inger Barthová (nepřechýleně Inger Barth; 21. srpna 1858 – 3. května 1952 v Mysenu) byla norská fotografka působící v Hamaru a Lillehammeru.

## Životopis
Byla dcerou lovce a lesníka Jacoba Bøckmanna Bartha (1822–1892) a Adelaide Magdalene Langeové. Její sestry Charlotte Barthová a Adelaide Barthová byly také fotografky. V roce 1891 se provdala za kapitána Hanse Olause Døsena. Vzdělávala se společně s Charlottou u Josephiny Grundsethové a spolu s ní převzala její ateliér, když se svým synem Christianem v roce 1882 emigrovali do USA. Poté, co spolu několik let vedli studio v Lillehammeru, odcestovala Inger Barthová do Hamaru a založila si tam studio. Od roku 1892 ateliér na čas spravovala její sestra Adelaide. Sama se po krátké době znovu ujala vedení až do návratu Christiana Grundsetha z USA a převzala vedení. V roce 1906 převzal společnost a vedl ji až do roku 1951. Po jeho odchodu do důchodu společnost pokračuje pod názvem Chr. Grundseths Eftf., na adrese Grønnegata 64, Hamar. Inger Barthová také nějakou dobu řídila Charlottin obchod v Lillehammeru poté, co se od roku 1889 provozovala s asistentkou Karen Grytheovou. Grytheová se nakonec zcela osvědčila a studio řídila až do roku 1935, kdy se firmy ujal Einar Valdø.
V roce 1921 stála modelem pro norského malíře Edvarda Muncha.
Místa působení:
- asi 1870 - asi 1880: Lillehammer
- asi 1880: Hamar od 27. března 1886 na adrese Stangeveien 2
- 1889 – asi 1900: Lillehammer

## Galerie

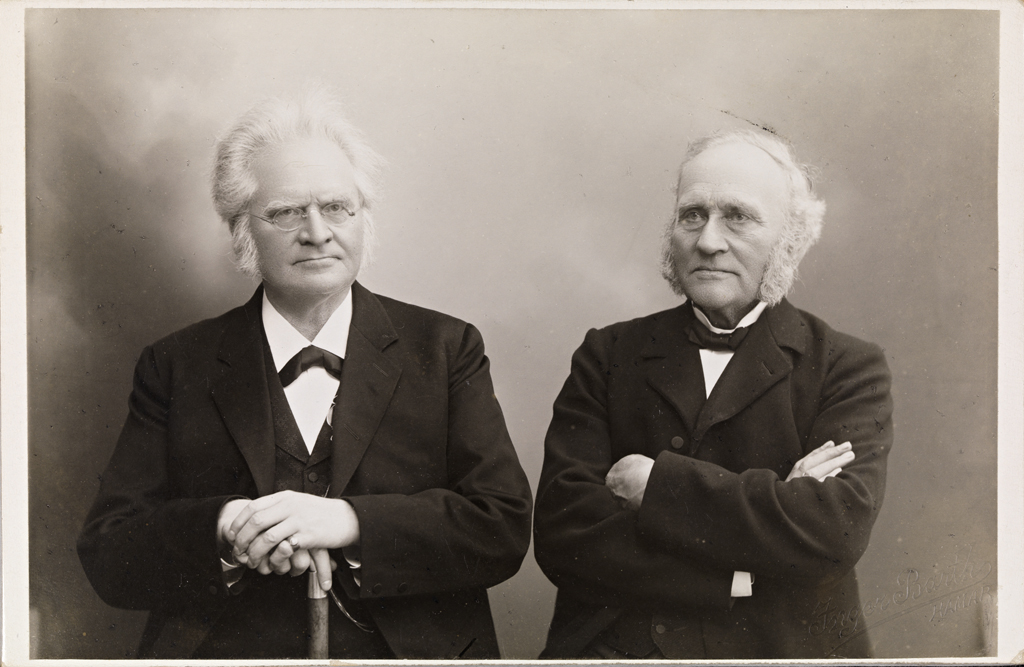
Bjørnstjerne Bjørnson sammen med Olaus Arvesen, 1903
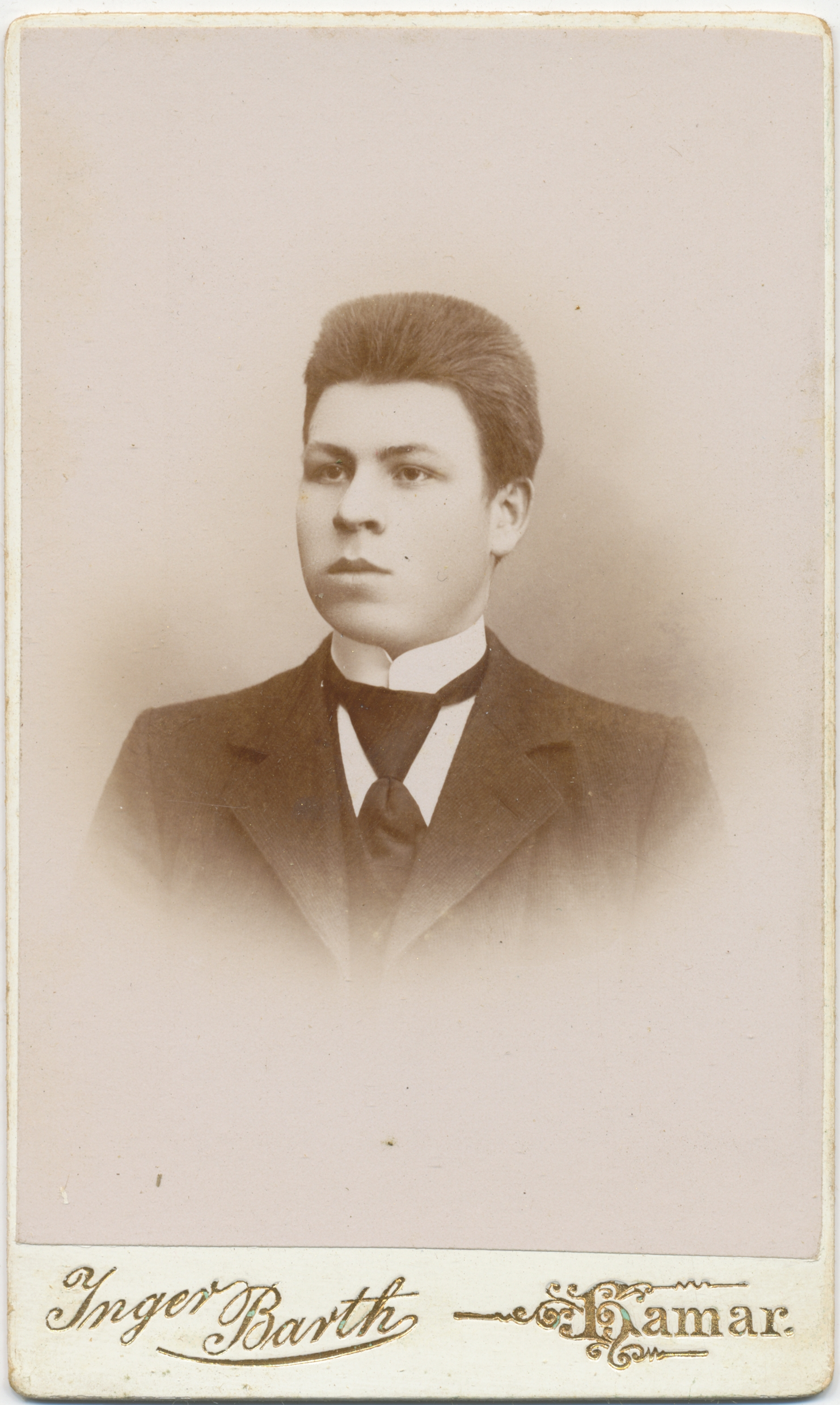
Lornts Furunes
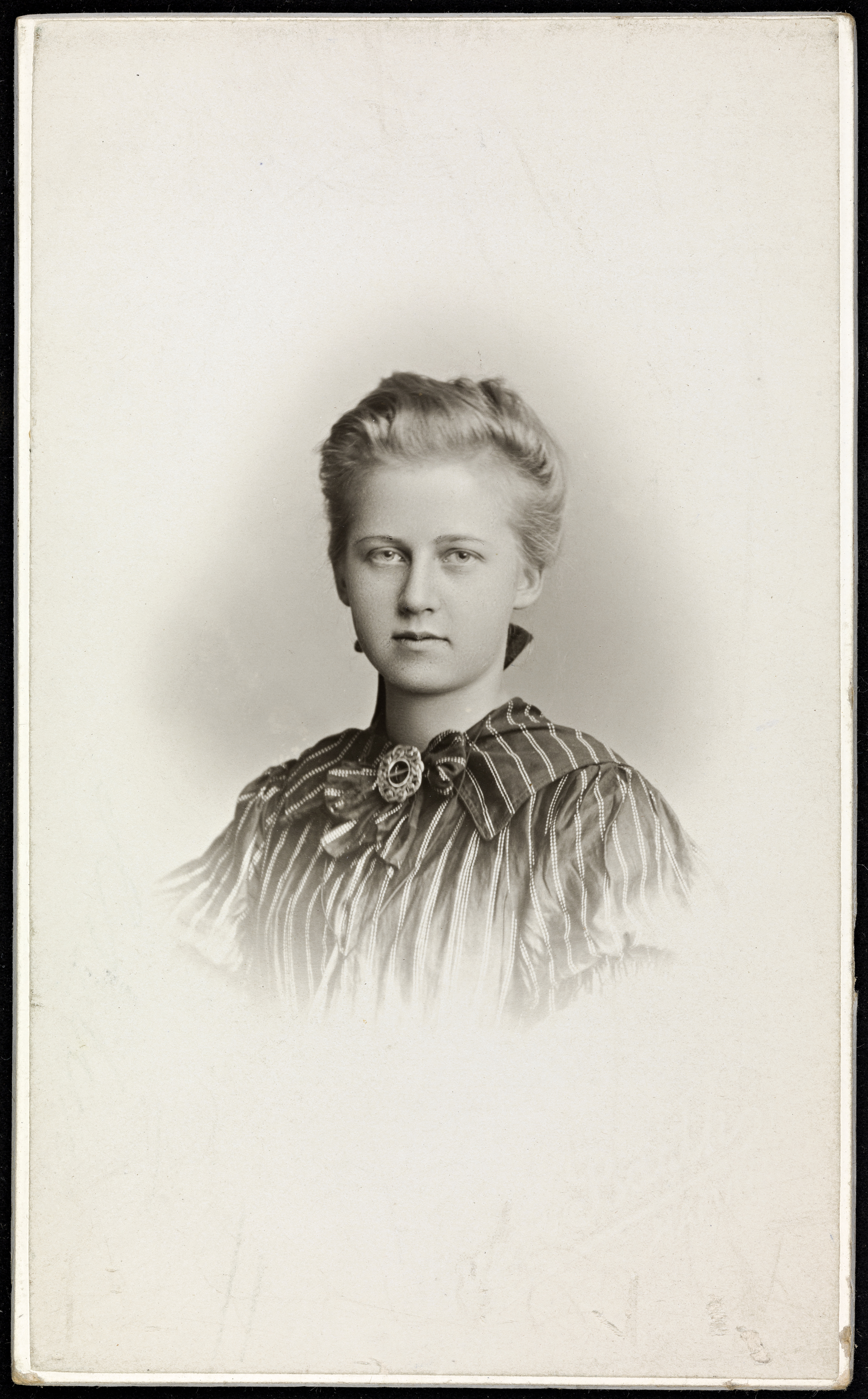
Pauline Hall (1890-1969)
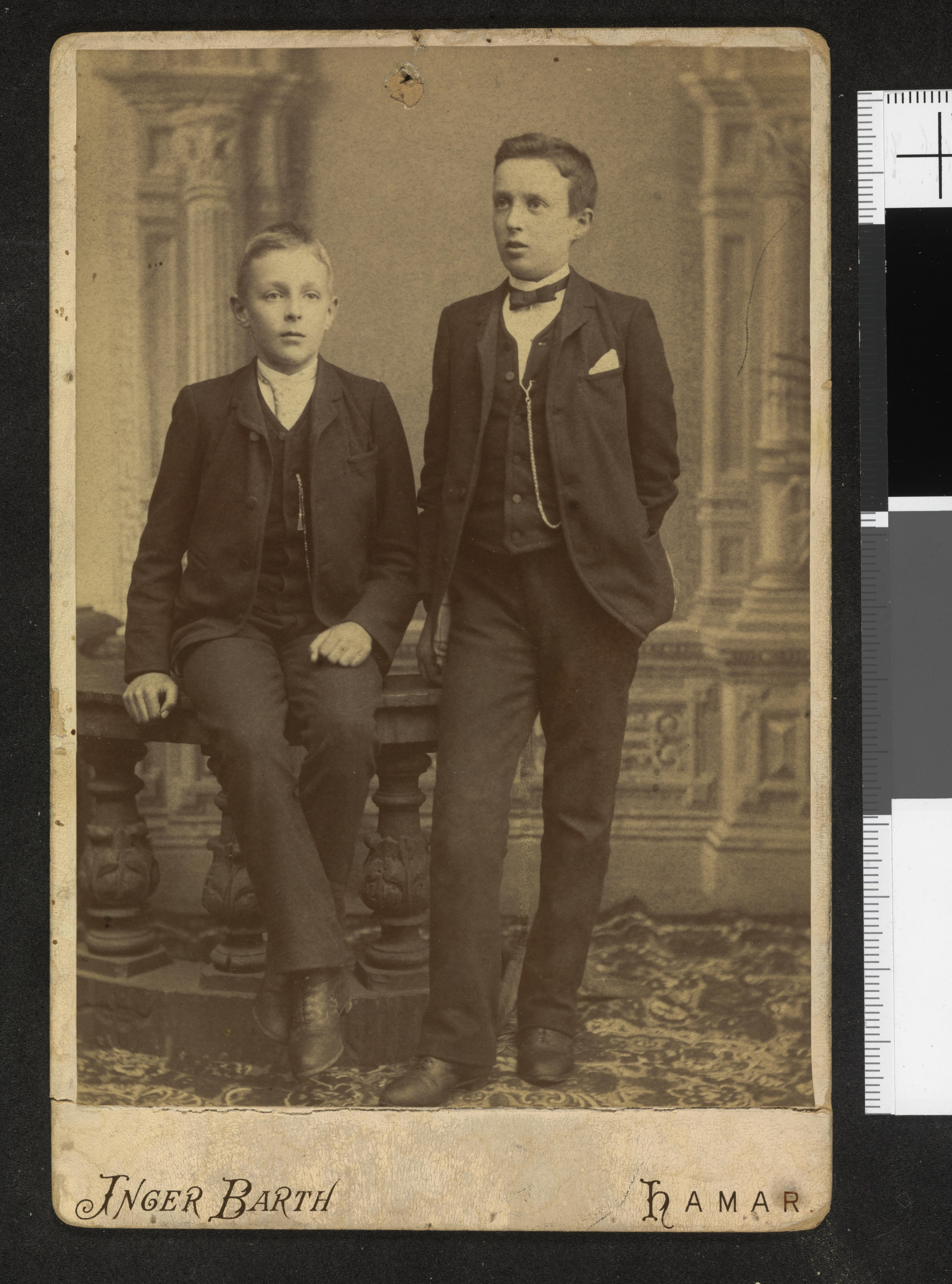
Studiový portrét dvou neznámých mužů